# 米斯利尼亚
米斯利尼亚是斯洛文尼亞東北部米斯利尼亞市鎮的聚居地及行政中心。面積43平方公里，2019年人口数量为1,862人。

## 外部連結
- Mislinja on Geopedia （页面存档备份，存于） (map, aerial photograph)
- Mislinja on Google Maps (map, photographs, street view)